# Карлштайн-ан-дер-Тая
Карлштайн-ан-дер-Тая (нім. Karlstein an der Thaya) — ярмаркова комуна  (нім. Marktgemeinde)  в Австрії, у федеральній землі Нижня Австрія.
Входить до складу округу Вайдгофен-ан-дер-Тая. Населення становить 1497 осіб (станом на 31 грудня 2013 року). Займає площу 48,9 км². Замок був вперше згаданий у 1112. У XVIII столітті місто стало центром годинникової промисловості.

## Розташування
| Доберсберг           | Вальдкірхен-ан-дер-Тая |                  |
| Тайя                 | Розташування           | Раабс-ан-дер-Тая |
| Вайдгофен-ан-дер-Тая | Грос-Зіггартс          |                  |

## Галерея

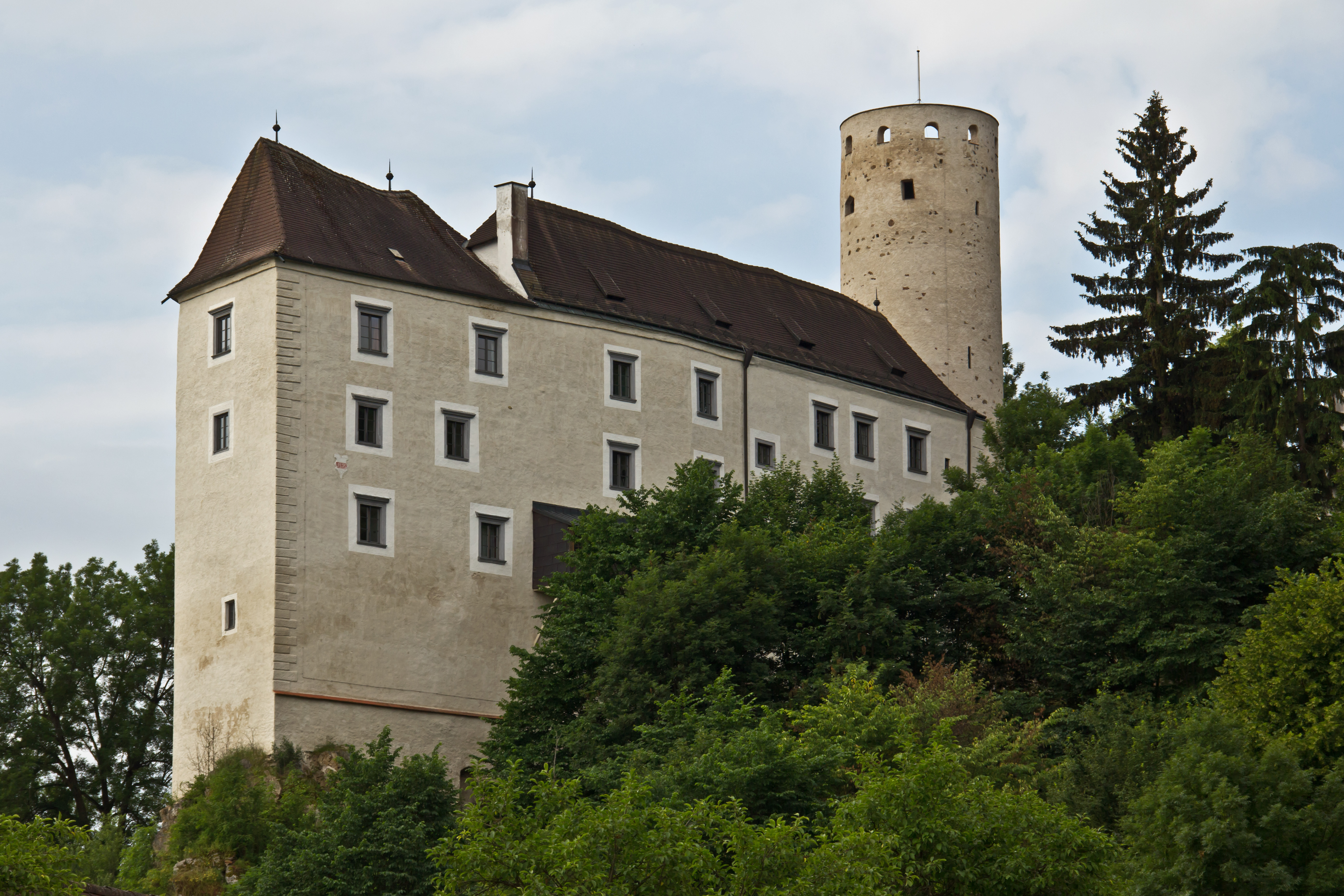
Замок Карлштайн
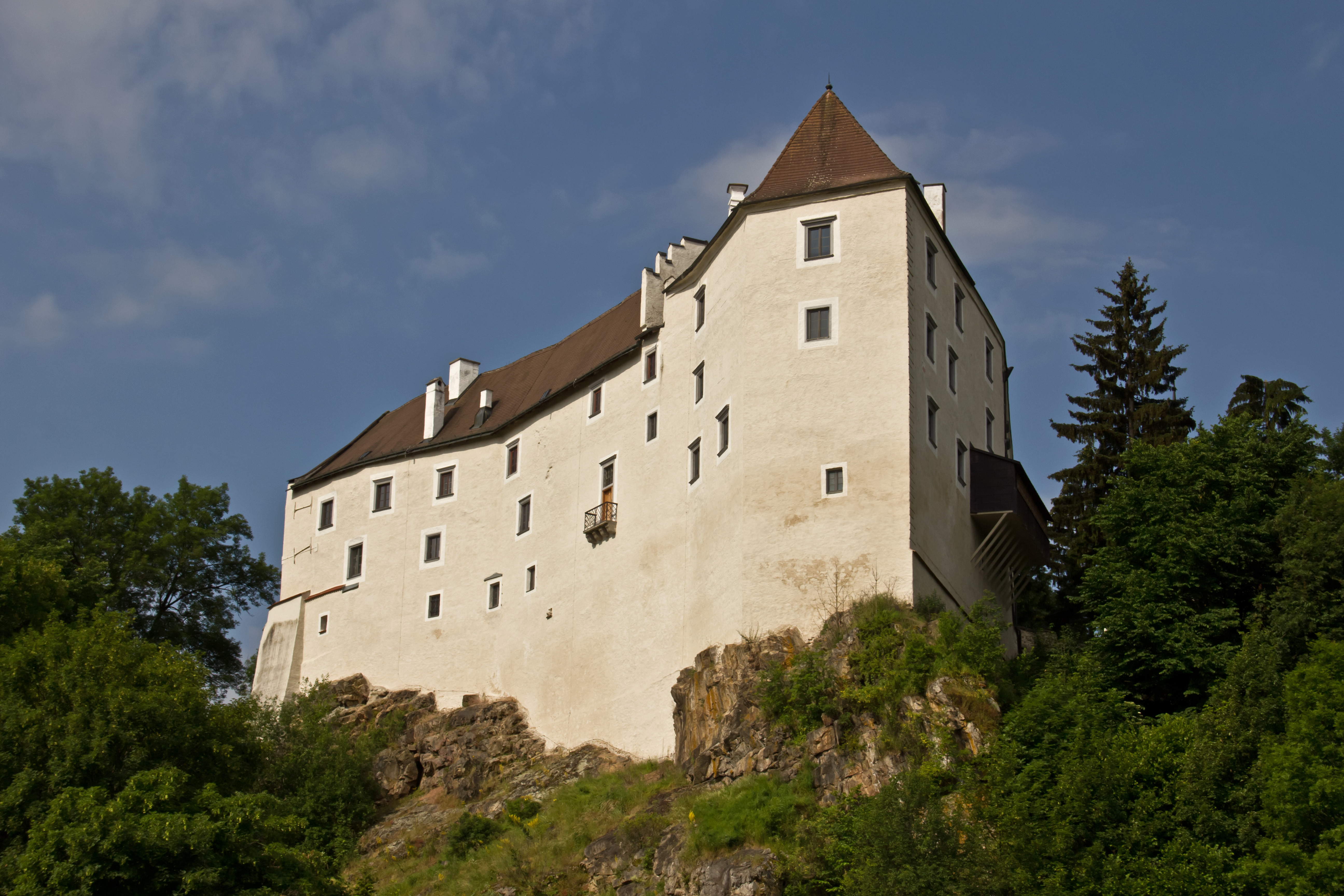
Замок Карлштайн
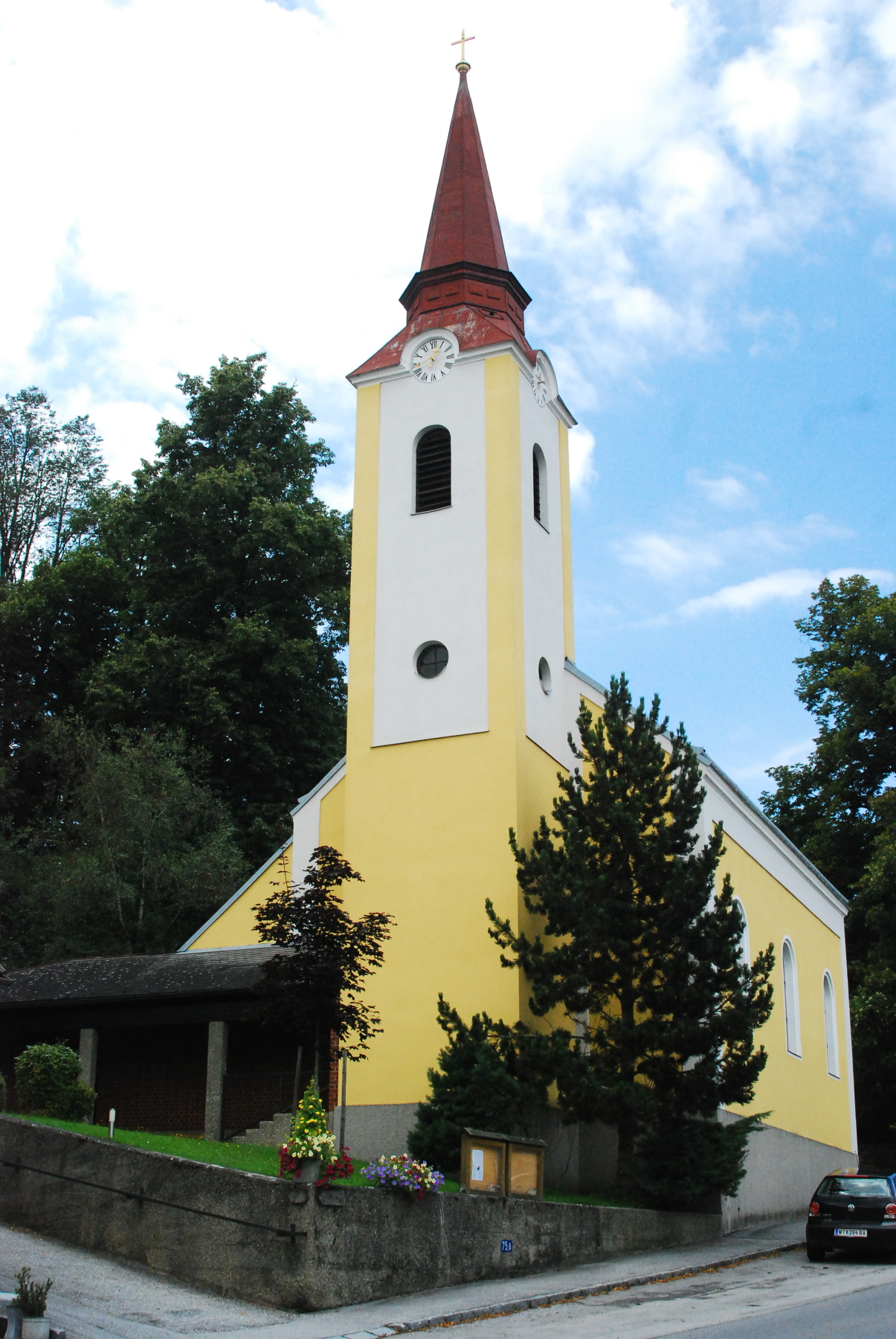
Парафіяльна церква

## Населення
Рівень зайнятості в 2001 році склав 44,13 відсотка. За результатами перепису 2001 року налічувалося 1586 жителів. У 1991 році — 1596 жителів, в 1981 році — 1,723, а в 1971 році — 1,948 жителів.